# Stor vattenpest
Stor vattenpest (Egeria densa) är en dybladsväxtart som beskrevs av Jules Émile Planchon. Enligt Catalogue of Life och  Dyntaxa ingår Stor vattenpest i släktet storvattenpester och familjen dybladsväxter. Arten förekommer tillfälligt i Sverige, men reproducerar sig inte. Inga underarter finns listade.

## Bildgalleri

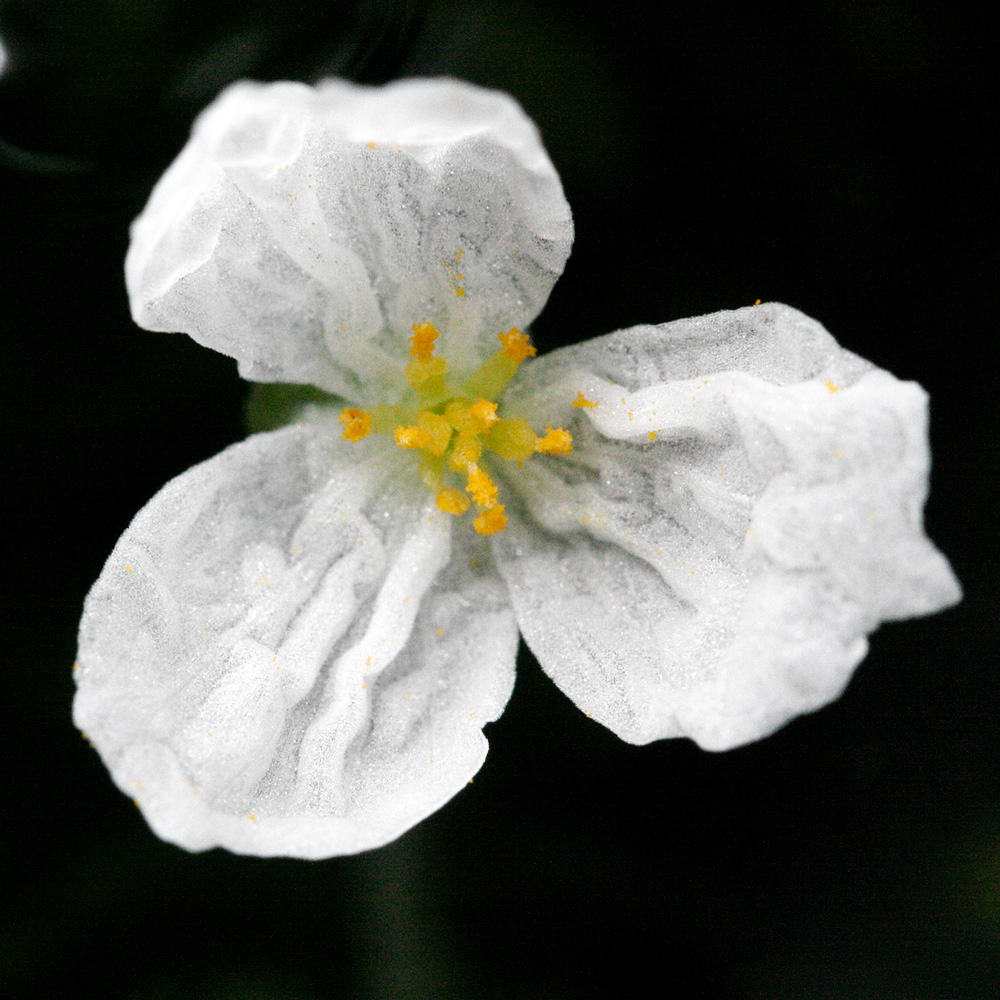
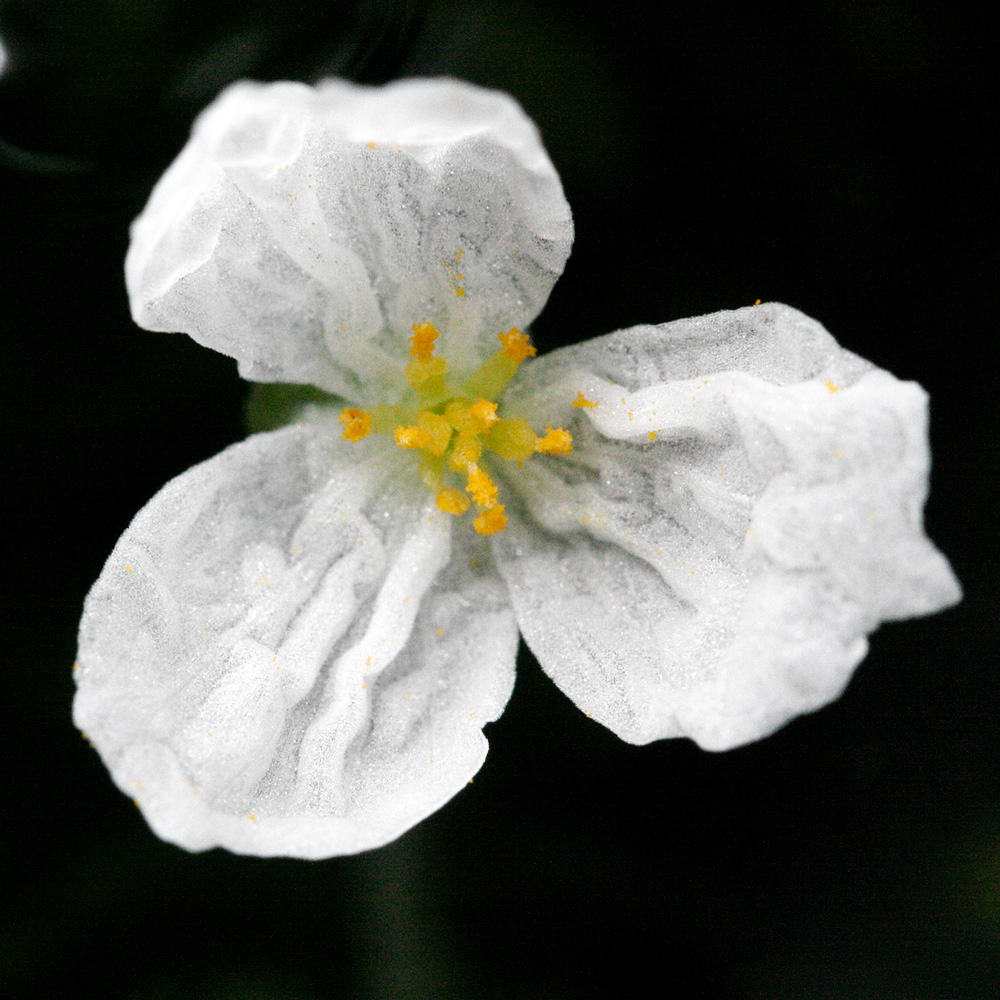
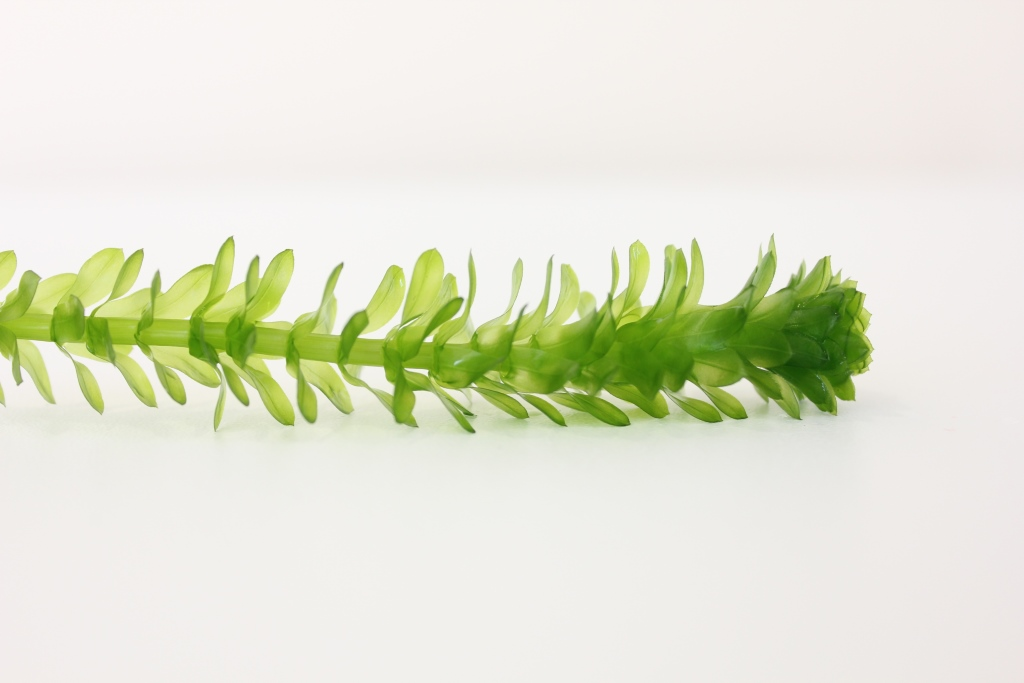
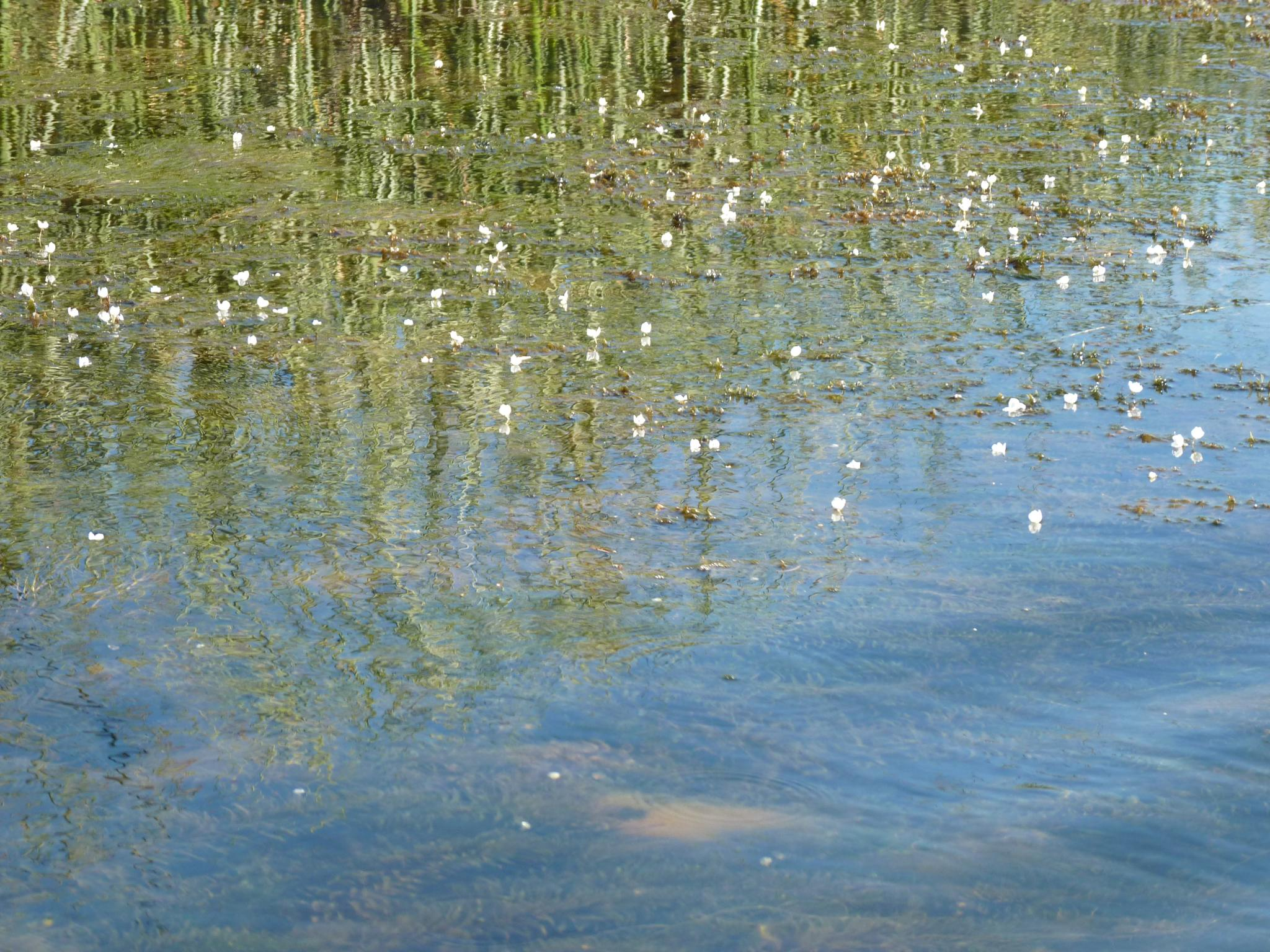